# Forpus coelestis
Periquito-do-pacífico, tuim-do-pacífico ou tuim-peruano (Forpus coelestis) é uma espécie de ave da família Psittacidae. Mede cerca de 13 cm. Vive de 15 a 20 anos em cativeiro se bem alimentado.
Pode ser encontrada no Peru, Equador e Venezuela.
Na natureza vive em florestas secas tropicais ou subtropicais, florestas subtropicais ou tropicais húmidas de baixa altitude, matagal árido tropical ou subtropical e florestas secundárias altamente degradadas. Em cativeiro se adaptou muito facilmente, podendo ser criado em viveiros ou gaiolas, desde que respeitando-se o espaço mínimo para a aves. Uma gaiola de 60X30X30 (cm) é indicada para um casal.
A criação de forpus cresceu muito no Brasil durante os últimos anos, devido a sua facilidade de criação, manejo e docilidade das aves.
Sexagem
O Forpus possui dismorfismo sexual, o que facilita sua identificação. Para destinguir o macho da fêmea, deve-se observar a borda das asas que nos machos tem um tom azul escuro. Tal marca não existe nas fêmeas.
Procriação
O Forpus se reproduz com certa facilidade, podendo criar até 4 vezes durante o ano. A incubação dura 21 dias e as crias deixam os ninhos com 30 dias. Após 15 dias fora do ninho, já podem ser separadas dos pais. As novas aves atingem a maturidade com 1 ano de idade.
Mutações
Na natureza, apresenta-se na cor verde,mas nas criações em cativeiros conseguiram fixar várias mutações (cores), sendo as mais conhecidas: 
Azul, Albino, Lutino, Pastel, etc.